# El Agostadero, Michoacán de Ocampo
El Agostadero är en ort i Mexiko.   Den ligger i kommunen Ario och delstaten Michoacán de Ocampo, i den södra delen av landet, 270 km väster om huvudstaden Mexico City. El Agostadero ligger 1 911 meter över havet och antalet invånare är 182.
Terrängen runt El Agostadero är lite bergig. Runt El Agostadero är det ganska glesbefolkat, med 48 invånare per kvadratkilometer. Närmaste större samhälle är Ario de Rosales, 5,6 km nordväst om El Agostadero. I omgivningarna runt El Agostadero växer huvudsakligen savannskog.